# Plaza Artigas (Fray Bentos)
La plaza Artigas (Fray Bentos, Uruguay) es una de las obras que se realizó en la gestión del Dr. Guillermo Ruggia, fue inaugurada el 18 de julio de 1944.
Se destaca por tener un monumento al prócer José Gervasio Artigas como centro. También existe una fuente y una zona con juegos de recreación.